# Могильный, Владимир Васильевич
Владимир Васильевич Могильный (род. 5 декабря 1949, Минск) — физик-оптик. Доктор физико-математических наук (1998), профессор (2004).

## Биография
Окончил в 1972 году физический факультет Белорусского государственного университета по специальности «Радиофизика». В 1972—1982 годах работал в Институте прикладных физических проблем БГУ, в 1981 году защитил кандидатскую диссертацию. С 1982 года работает на кафедре физической оптики физического факультета БГУ: старшим научным сотрудником (с 1982), доцентом (с 1984), профессором (с 1999).
Читает курсы лекций «Оптические микроволноводные устройства», «Интегральная оптика», «Системы оптической памяти», «Фотоника молекул», «Нелинейная оптика», осуществляет руководство лабораторными практикумами по этой тематике. Подготовил двух кандидатов наук.
Член Белорусского физического общества и Оптического общества им. Д. С. Рождественского. Заслуженный работник Белорусского государственного университета (2016).

## Научная деятельность
Научные интересы — фотофизика и фотохимия стеклообразных полимеров применительно к фоторегистрирующим полимерным средам, создание новых фоточувствительных материалов для голографии, фотоориентации ЖК и других оптических технологий. Исследует процессы преобразования оптических свойств молекулярных ансамблей и регистрирующих сред под действием оптического излучения. Основные исследования ведет в области создания и экспериментального изучения новых полимерных фоторегистрирующих материалов для записи рельефных, фазовых и поляризационно-фазовых изображений. Защитил в 1998 г. докторскую диссертацию, в которой рассмотрены процессы превращения энергии электронного возбуждения и модификации надмолекулярной структуры неупорядоченных полимерных сред, определены пути повышения эффективности известных и найдены новые формы их оптического отклика. Основные положения диссертации создали новое направление разработки полимерных фоторегистрирующих сред и малооперационных технологий изготовления оптических элементов на их основе.

## Публикации
Опубликовал более 150 научных работ, в том числе 3 учебных пособия:
- Фотоиндуцированные преобразования структуры и оптических свойств неупорядоченных полимерных сред : диссертация … доктора физико-математических наук : 01.04.05 : защищена : 26.06.1998 : утверждена 28.10.1998 / Могильный Владимир Васильевич. — Минск, 1998.
- Полимерные фоторегистрирующие материалы и их применение : курс лекций / В. В. Могильный. — Минск, 2003.
- Holographic volume gratings ia a glass-like polymer material / U. V. Mahilny [et al.] // Applied Physics B, Lasers and Optics. — 2006 — Vol. 82, № 2. — Р. 299—302.